# Jens-Martin Eriksen
Jens-Martin Eriksen (født 23. februar 1955) er en dansk forfatter, som debuterede i 1985 med fortællingen Nani.
Jens-Martin Eriksens forfatterskab er flerstrenget. Siden sin debut har han udgivet en række eksperimenterende romaner. Dertil samfundsdebatterende værker, rejseskildringer og dramatik.

## Biografi
Eriksen voksede op i Aalborgs havnekvarter sammen med sin enlige mor og bedsteforældre. Som 14-årig blev han sendt på en indremissionsk kostskole i Himmerland, hvor han begyndte at interessere sig for at skrive. Efterfølgende studerede han dansk sprog og litteratur og afsluttede med en hovedfagseksamen fra Aarhus Universitet i 1982.
I dag bor Eriksen i København, men opholder sig ofte i Schweiz, hvor han har en kæreste og en datter.

## Romaner
Den skønlitterære del af Eriksens forfatterskab er præget af eksistentielle temaer som sorg, erindring, krop, drift og død.
I Jim og jeg (1989) genkalder en ung mand sig sin barndom og sin døde ven gennem en suggestiv monolog. Romanen Vinter ved daggry (1997) er en beretning om grusomheder i en militærmilits i et område, der kan minde om Balkan.
Hans seneste roman, Natten er jordens skygge (2022), blev anmeldt til fem stjerner i Kristeligt Dagblad.

## Rejseskildringer og debatbøger
De seneste år har Eriksen, bl.a. sammen med Frederik Stjernfelt, skrevet en række genremæssigt hybride bøger, kulturkritiske reportager og analyser, bl.a. Hadets anatomi og Adskillelsens politik.
Inspireret af krigen i det tidligere Jugoslavien har Eriksen kastet sig ind i debatten for ytringsfrihed. Han har desuden været kritisk over for religiøs fanatisme og multikulturalisme.

## Dramatik
En tredje streng i Jens-Martin Eriksens forfatterskab er hans dramatik, der er oversat til opførelse i flere lande.

## Priser og anerkendelser
Forfatteren har modtaget: 
- Statens Kunstfonds hædersydelse
- Otto Benzon-prisen
- Leo Estvad-legatet
- Adam Oehlenschläger-legatet for litteratur
- Beatriceprisen fra Det Danske Akademi
- Jeanne og Henri Nathansens mindelegat[6]